# Antioquia da Pisídia
Antioquia da Pisídia (em grego: Ἀντιόχεια τῆς Πισιδίας; romaniz.: Antiocheia) foi uma cidade da antiga região da Pisídia, bem na fronteira com a antiga região da Frígia. Situava-se numa região montanhosa, erigida numa altitude de cerca de 1.200 metros. As ruínas dessa cidade ficam perto de Yalvaç, na Turquia.

## História
Foi uma das diversas cidades que receberam o nome de Antioquia, fundadas por Seleuco I Nicátor (r. 312–280 a.C.), em honra a seu pai, Antíoco.
Tinha recebido a posição de colônia romana e era a cidade principal da área conhecida como Frígia Galácia (por estar localizada na porção da Frígia abrangida pela província romana da Galácia). Assim era uma colônia e um posto militar avançado dos romanos, sendo a cidade mais importante da Galácia do Sul. 
Ficava situada em uma importante rota comercial entre Éfeso e a Cilícia, e era importante centro do Helenismo. Foi o imperador romano Augusto que concedeu-lhe privilégios de colônia romana.
Embora romanizada e falando o latim, uma inscrição descoberta em Apolônia, uma cidade vizinha, datada dos séculos I ou II d.C., mostra que Antioquia da Pisídia continha elementos judaicos em sua população.

## Contexto bíblico
A cidade de Antioquia da Pisídia é mencionada por quatro vezes na Bíblia, no capítulo 13 e no capítulo 14 de Atos dos Apóstolos, e também no capítulo 3 da Segunda Epístola a Timóteo.
Foi visitada pela primeira vez pelo apóstolo Paulo e por Barnabé logo após João Marcos se apartar deles em Perge, na primeira viagem missionária. Ao chegarem, Paulo discursou na sinagoga da cidade (Atos 13:16-41).
Após oposição dos judeus, eles tiveram que sair da cidade e partiram para Icônio. No retorno dessa primeira viagem missionária passaram novamente por Antioquia da Pisídia «confirmando o ânimo dos discípulos» (Atos 14:22).
Alguns anos depois a Epístola aos Gálatas foi escrita pelo apóstolo Paulo para os cristãos dessa região. E em II Timóteo 3:10-12 Paulo fala à Timóteo sobre as perseguições sofridas nessa cidade.

## Patrimônio arqueológico
Podemos destacar em seu sítio arqueológico:
- Cardo Máximo
- Decúmano Máximo
- Aqueduto
- Ninfeu
- Igreja
- "Tiberia e Augusta Platea"
- Teatro
- Sebasteion
- Basílicas
- Palestra
- Termas romanas